# Список версий IBM WebSphere Application Server
Список версий IBM WebSphere Application Server (WAS) включает в себя описание версий этого Java EE сервера приложений, являющегося основным продуктом семейства IBM WebSphere компании IBM, начиная с вышедшей в 1998 году версии 1.0, кончая последней на данный момент версией 8.5.5. Начиная с первых версий, предлагавших весьма ограниченный набор возможностей, WAS занимает высокие места в рейтингах серверов приложений, составляемых консалтинговой компанией Gartner.

## Общая характеристика
Для каждого крупного релиза WAS компания IBM публикует документ «Update Strategy», в котором разъясняется информация о схеме нумерации версий, типах, способе и периодичности обновлений. Для последней на начало 2014 года основной версии продукта 8.5 принята следующая схема нумерации версий V.R.M.F, где
- V — Номер версии = 8;
- R — Номер релиза = 5;
- M — Номер модификации;
- F — Номер пакета исправлений[3].

В настоящем списке версии, отличающиеся последним номером, не рассматриваются.
Информацию о выходе новых версий программного обеспечения компания IBM публикует на своём сайте в форме Announcement Letter, содержащих разнообразную информацию об особенностях объявляемой версии:
- Каталожный номер;
- Основные даты жизненного цикла версии:
  - Дату общей доступности — самая поздняя дата, начиная с которой продукт доступен всем пользователям вне зависимости от языка и типа носителя;
  - Дату окончания маркетинга — дата, после которой продукт нельзя приобрести через обычный прайс-лист;
  - Дату окончания технической поддержки;
- Поддерживаемые платформы;
- Описание;
- Способы приобретения;
- Лицензионная информация.

В таблице ниже приведён перечень основных версий, для которых приведены даты общей доступности и, при наличии, окончания технической поддержки.

## Редакции
| Distributed           | iSeries               |
| 14.09.2001 30.04.2005 | 19.10.2001 30.04.2005 |

| Distributed           | iSeries               |
| 20.02.2004 26.09.2008 | 14.03.2003 13.04.2005 |

## Родственные продукты
Компания IBM выпускает ряд программных продуктов, сходных по названию с WAS. Среди них следует отметить
- WebSphere Application Server Community Edition (WAS CE) — open source сервер приложений, основанный на Apache Geronimo. С точки зрения кодовой базы[прояснить] WAS CE является совершенно отдельным программным продуктом[55].
- WebSphere Extended Deployment — набор приложений для построения решений с использованием виртуализации, для обработки больших объёмов данных и интенсивных вычислений[55].
- WebSphere Application Server Hypervisor Edition поставляется в виде виртуального образа операционной системы с установленным на ней сервером приложений, опримизированными для достижения максимальной производительности[56].

## Технологии

### Поддерживаемые стандарты
| Релиз | Java    | WebApps | WebApps | WebApps | Портлет | SIP | Приложения | Приложения | Приложения | Приложения | Приложения     | Веб-сервисы | Веб-сервисы | Веб-сервисы | Веб-сервисы | Веб-сервисы | Веб-сервисы | Веб-сервисы | Веб-сервисы | Веб-сервисы | Веб-сервисы | Веб-сервисы | Веб-сервисы | Веб-сервисы | Веб-сервисы | Веб-сервисы | Веб-сервисы | Веб-сервисы | Веб-сервисы | Веб-сервисы | Веб-сервисы | Веб-сервисы | Веб-сервисы | Веб-сервисы | SCA | SCA   | Прочее | Прочее   |
| Релиз | Java    | Сервлет | JSF     | JSP     | Портлет | SIP | EJB        | JDBC       | JMS        | JPA        | Java Web Start | JAXB        | JAXP        | JAXR        | JAX-RPC     | JAX-RS      | JAX-WS      | SOAP        | SAAJ        | MTOM        | StAX        | UDDI        | W3C XML     | WS-A        | WS-AT       | WS-BA       | WSDL        | WS-I BP     | WS-I A      | WS-N        | WS-P        | WS-RM       | WSRF        | XOP         | SCA | SDO   | JCA    | JavaMail |
| 5.1   | 1.3     | 2.3     | н/д     | 1.2     | н/д     | н/д | 2.0        | 2.0        | 1.0.2      | н/д        | н/д            | н/д         | 1.1         | н/д         | 1.0         | н/д         | н/д         | 1.1         | 1.1         | н/д         | н/д         | 2.0         | 1.0         | н/д         | н/д         | н/д         | н/д         | 1.0         | н/д         | н/д         | н/д         | н/д         | н/д         | н/д         | н/д | н/д   | 1.0    | 1.2      |
| 6.0.x | 1.4     | 2.4     | 1.0     | 2.0     | н/д     | н/д | 2.1        | 3.0        | 1.1        | н/д        | 1.4.2          | н/д         | 1.2         | 1.0         | 1.1         | н/д         | н/д         | 1.1         | 1.2         | н/д         | н/д         | 3.0         | 1.0         | н/д         | 1.0         | н/д         | 1.1         | 1.1         | 1.0         | н/д         | н/д         | н/д         | н/д         | н/д         | н/д | н/д   | 1.5    | 1.3      |
| 6.1   | 1.5     | 2.4     | 1.1     | 2.0     | 1.0     | 1.1 | 2.1 3.0    | 3.0        | 1.1        | 1.0        | 1.4.2          | 2.0         | 1.3         | 1.0         | 1.1         | н/д         | 2.0         | 1.2         | 1.3         | 1.0         | 1.0         | 3.0         | 1.0         | 1.0         | 1.0         | 1.0         | 1.1         | 1.1         | 1.0         | 1.3         | н/д         | 1.1         | 1.2         | 1.0         | н/д | н/д   | 1.5    | 1.3      |
| 7.0   | 1.6     | 2.5     | 1.2     | 2.1     | 2.0     | 1.1 | 3.0        | 4.0        | 1.1        | 2.0        | 1.4.2          | 2.1         | 1.4         | 1.0         | 1.1         | н/д         | 2.1         | 1.2         | 1.3         | 1.0         | 1.0         | 3.0         | 1.0         | 1.0         | 1.2         | 1.2         | 1.1         | 1.1         | 1.0         | 1.3         | 1.5         | 1.1         | 1.2         | 1.0         | 1.0 | 2.1.1 | 1.5    | 1.4      |
| 8.x   | 1.6 1.7 | 3.0     | 2.0     | 2.2     | 2.0     | 1.1 | 3.1        | 4.0        | 1.1        | 2.0        | 1.4.2          | 2.2         | 1.4         | 1.0         | 1.1         | 1.1         | 2.2         | 1.2         | 1.3         | 1.0         | 1.0         | 3.0         | 1.0         | 1.0         | 1.2         | 1.2         | 1.1         | 1.1         | 1.0         | 1.3         | 1.5         | 1.1         | 1.2         | 1.0         | 1.0 | 2.1.1 | 1.5    | 1.4      |
| ----- | ------- | ------- | ------- | ------- | ------- | --- | ---------- | ---------- | ---------- | ---------- | -------------- | ----------- | ----------- | ----------- | ----------- | ----------- | ----------- | ----------- | ----------- | ----------- | ----------- | ----------- | ----------- | ----------- | ----------- | ----------- | ----------- | ----------- | ----------- | ----------- | ----------- | ----------- | ----------- | ----------- | --- | ----- | ------ | -------- |

### Операционные системы
В таблице ниже указана заявленная поддержка операционных систем и минимальная версия операционной системы соответствующего поддерживаемого семейства.
| Релиз       | Microsoft Windows | Microsoft Windows | Microsoft Windows | Microsoft Windows | Microsoft Windows | Microsoft Windows | Microsoft Windows | Microsoft Windows | Microsoft Windows | Microsoft Windows | Linux                | Linux                                                                             | Linux                                                                             | Linux                                                                             | IBM              | IBM             | IBM          | HP-UX           | Solaris   | Mac OS   |
| Релиз       | NT                | 2000              | XP                | 2003 Server       | Vista             | 2008 Server       | 2008 R2 Server    | 7                 | 8                 | 2012 Server       | Red Hat              | SUSE                                                                              | Caldera SCO                                                                       | Turbolinux                                                                        | AIX              | OS/390 z/OS     | OS/400 i5/OS | HP-UX           | Solaris   | Mac OS   |
| 1.0         | 4.0               | Нет               | Нет               | Нет               | Нет               | Нет               | Нет               | Нет               | Нет               | Нет               | Нет                  | Нет                                                                               | Нет                                                                               | Нет                                                                               | 4.1.5            | Нет             | Нет          | Нет             | 2.5.1     | Нет      |
| 1.1         | 4.0               | Нет               | Нет               | Нет               | Нет               | Нет               | Нет               | Нет               | Нет               | Нет               | Нет                  | Нет                                                                               | Нет                                                                               | Нет                                                                               | 4.1.5            | 2r6             | Нет          | Нет             | 2.5.1     | Нет      |
| 2.0.x       | SP3               | Нет               | Нет               | Нет               | Нет               | Нет               | Нет               | Нет               | Нет               | Нет               | 6.0 5.2              | Нет                                                                               | 2.2                                                                               | Нет                                                                               | 4.2.1            | Нет             | Нет          | Нет             | 2.5.1 2.6 | Нет      |
| 3.0.х       | SP4               | Нет               | Нет               | Нет               | Нет               | Нет               | Нет               | Нет               | Нет               | Нет               | 6.2                  | Нет                                                                               | 2.3                                                                               | Нет                                                                               | 4.3.2            | Да              | Да           | Нет             | 2.6       | Нет      |
| 3.5         | SP4               | Да                | Нет               | Нет               | Нет               | Нет               | Нет               | Нет               | Нет               | Нет               | 6.2                  | 6.4                                                                               | 2.3                                                                               | 6.0                                                                               | 4.3.3            | V2R8            | V4R4         | 11.0            | 2.6 2.7   | Нет      |
| 4.x         | SP6a              | Да                | Нет               | Нет               | Нет               | Нет               | Нет               | Нет               | Нет               | Нет               | 7.1                  | 7.1                                                                               | Нет                                                                               | Нет                                                                               | 4.3.3.07         | V2R8            | V4R5         | 11.0            | V7 V8     | Нет      |
| 5.0         | SP6a              | AS SP3            | Нет               | Нет               | Нет               | Нет               | Нет               | Нет               | Нет               | Нет               | AS 2.1               | SUSE 7.3 SLES 7                                                                   | Нет                                                                               | Нет                                                                               | 4.3.3.10 5.1.0.2 | Да              | 5.1          | Да              | V8        | Нет      |
| ----------- | ----------------- | ----------------- | ----------------- | ----------------- | ----------------- | ----------------- | ----------------- | ----------------- | ----------------- | ----------------- | -------------------- | --------------------------------------------------------------------------------- | --------------------------------------------------------------------------------- | --------------------------------------------------------------------------------- | ---------------- | --------------- | ------------ | --------------- | --------- | -------- |
| 5.0.2 5.1.x | Нет               | Да                | Да                | Да                | Нет               | Нет               | Нет               | Нет               | Нет               | Нет               | 2.1                  | UnitedLinux v1.0 for zLinux, pSeries, and iSeries UnitedLinux v1.0 SP2a for Intel | UnitedLinux v1.0 for zLinux, pSeries, and iSeries UnitedLinux v1.0 SP2a for Intel | UnitedLinux v1.0 for zLinux, pSeries, and iSeries UnitedLinux v1.0 SP2a for Intel | 5.1 5.2          | 1.2             | 5.1 5.2      | 11iv1           | V8 V9     | Нет      |
| 6.0.x       | Нет               | Да                | SP1               | Да                | Нет               | Нет               | Нет               | Нет               | Нет               | Нет               | EL 3.0 Upd 1         | ES 9.0                                                                            | UnitedLinux v1.0 SP3                                                              | UnitedLinux v1.0 SP3                                                              | 5.1 5.2          | 1.4, 1.5, 1.6   | 5.2 5.3      | 11iv1           | V8 V9     | Нет      |
| 6.1.x       | Нет               | Да                | SP2               | Да                | Нет               | Нет               | Нет               | Нет               | Нет               | Нет               | V3 Upd 5, 6 V4 Upd 2 | V9 SP2, 3                                                                         | Нет                                                                               | Нет                                                                               | 5.2 5.3          | 1.6             | V5R3 V5R4    | 11iv2           | V9 V10    | Нет      |
| 7.0.x       | Нет               | Нет               | SP2               | SP2, R2           | Да                | Да                | Нет               | Нет               | Нет               | Нет               | 4 Upd 6 5 Upd 1      | 9 SP4 10 Upd 1                                                                    | Нет                                                                               | Нет                                                                               | 5.3 6.1          | 1.7, 1.8 1.9    | V5R4 V6R1    | 11iv2 11iv3     | V9 V10    | Нет      |
| 8.0.x       | Нет               | Нет               | SP3               | SP2 R2 SP2        | Да                | Да                | Да                | Да                | Нет               | Нет               | 5 Upd 6 6.0 AS/ES    | 10 SP3 11                                                                         | Asianux                                                                           | Asianux                                                                           | 6.1 7.1          | 1.10, 1.11 1.12 | V6R1 V7R1    | 11iv2.3 11iv3.1 | V10       | Нет      |
| 8.5         | Нет               | Нет               | SP3               | Нет               | Да                | Да                | Да                | Да                | Частично          | Частично          | 5 Upd 6 6.0 AS/ES    | 10 SP3 11                                                                         | Asianux                                                                           | Asianux                                                                           | 6.1 7.1          | 1.10, 1.11 1.12 | V6R1 V7R1    | 11iv2.3 11iv3.1 | V10 V11   | Нет      |
| 8.5.5       | Нет               | Нет               | SP3               | Нет               | Да                | Да                | Да                | Да                | Да                | Да                | 5 Upd 6 6.0 AS/ES    | 10 SP3 11                                                                         | Asianux                                                                           | Asianux                                                                           | 6.1 7.1          | 1.10, 1.11 1.12 | V6R1 V7R1    | 11iv2.3 11iv3.1 | V10 V11   | Частично |

## Распространённость
Официальные данные IBM относительно распространённости различных версий IBM WebSphere Application Server отсутствуют. Косвенные сведения можно получить из данных независимого портала http://w3techs.com, собирающий сведения о примерно 10 миллионах веб-сайтов с целью сбора статистики об используемых ими технологиям. По сведениям этого проекта Java, как языка программирования используемого сервером приложений, занимает по состоянию на сентябрь 2014 года третье место по популярности приходится с долей 2.7 %. Соответственно, среди серверов приложений доля серверов IBM чрезвычайно
мала и составляет менее 0.1 %, причём сервера IBM WebSphere занимают 4.2 % от этого количества. Среди них распределение по версиям выглядит следующим образом:
| Версия    | Доля, % |
| --------- | ------- |
| Version 5 | 12,0    |
| Version 6 | 42,1    |
| Version 7 | 33,8    |
| Version 8 | 12,0    |

Аналогичная статистика для корпоративных приложений не известна.